# Titoniense
| Era Eratema | Periodo Sistema | Época Serie         | Edad Piso                      | Inicio, en millones de años |
| ----------- | --------------- | ------------------- | ------------------------------ | --------------------------- |
| Mesozoico   | Cretácico       | Cretácico           | Cretácico                      | 143,1                       |
| Mesozoico   | Jurásico        | Superior / Tardío   | Titoniense Titoniano           | 149,2±0,7                   |
| Mesozoico   | Jurásico        | Superior / Tardío   | Kimmeridgiense Kimmeridgiano   | 154,8±0,8                   |
| Mesozoico   | Jurásico        | Superior / Tardío   | Oxfordiense Oxfordiano         | 161,5±1,0                   |
| Mesozoico   | Jurásico        | Medio               | Calloviense Calloviano         | 165,3±1,1                   |
| Mesozoico   | Jurásico        | Medio               | Bathoniense Bathoniano         | 168,2±1,2                   |
| Mesozoico   | Jurásico        | Medio               | Bajociense Bajociano           | 170,9±0,8                   |
| Mesozoico   | Jurásico        | Medio               | Aaleniense Aaleniano           | 174,7±0,8                   |
| Mesozoico   | Jurásico        | Inferior / Temprano | Toarciense Toarciano           | 184,2±0,3                   |
| Mesozoico   | Jurásico        | Inferior / Temprano | Pliensbachiense Pliensbachiano | 192,9±0,3                   |
| Mesozoico   | Jurásico        | Inferior / Temprano | Sinemuriense Sinemuriano       | 199,3±0,3                   |
| Mesozoico   | Jurásico        | Inferior / Temprano | Hettangiense Hettangiano       | 201,4±0,2                   |
| Mesozoico   | Triásico        | Triásico            | Triásico                       | 251,902±0,024               |

El Titoniense o Titoniano es el tercer y último piso y edad del Jurásico Superior/Tardío, en la escala temporal geológica. Sucede al Kimmeridgiense y precede al Berriasiense (primer piso del Cretácico). Se inició hace unos 149,2 millones de años y terminó hace unos 143,1 millones de años. Hasta la formalización de las terminologías en español de España y Venezuela (Titoniense, 2013) y de América (Titoniano, 2023) el piso ha sido también se ha denominado en la literatura científica como Tithoniense y Titónico.[cita requerida]
Los dinosaurios, plesiosaurios e ictiosaurios dominaron el planeta.
El Titoniense se introdujo en la literatura científica por el geólogo y paleontólogo alemán Albert Oppel en 1865. El origen del nombre es un tanto poético, inusual en las unidades cronoestratigráficas, pues deriva de la mitología griega, de Tithonus, hijo de Laomedonte de Troya, que se enamoró de Eos, diosa del amanecer. Halla su lugar en la estratigrafía porque este piso, el Titoniense, es el precursor del amanecer del Cretácico.

## Sección estratotipo y punto de límite global (GSSP)
La sección estratotipo y punto de límite global (GSSP) para la base del Titoniense está pendiente de definir por la Comisión Internacional de Estratigrafía. Los marcadores de la base del piso son la base de la zona de amonites Hybonoticeras hybonotum, la primera aparición del género Gravesia y la base del cron M22An.
El techo del Titoniense se define por la base del Berriasiense, también pendiente de definir, que se caracteriza provisionalmente por la base del cron  M18r, la base de la zona B de calpionélidos y la primera aparición del amonites Berriasella jacobi.

## Ambientes sedimentarios
Las rocas sedimentarias que se formaron en el océano Tetis durante el Titoniense incluyen calizas, que conservan restos fosilizados de, por ejemplo, cefalópodos. La caliza de Solnhofen del sur de Alemania, conocida por sus fósiles (especialmente Archaeopteryx), es de edad Titoniense.

## Fauna del Titoniense

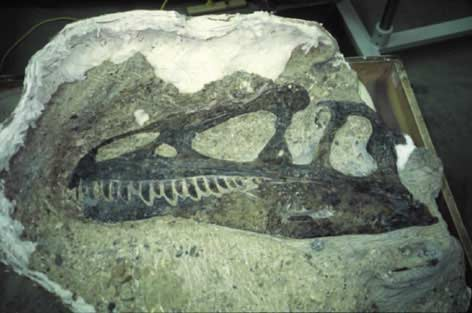
Cráneo de Allosaurus.
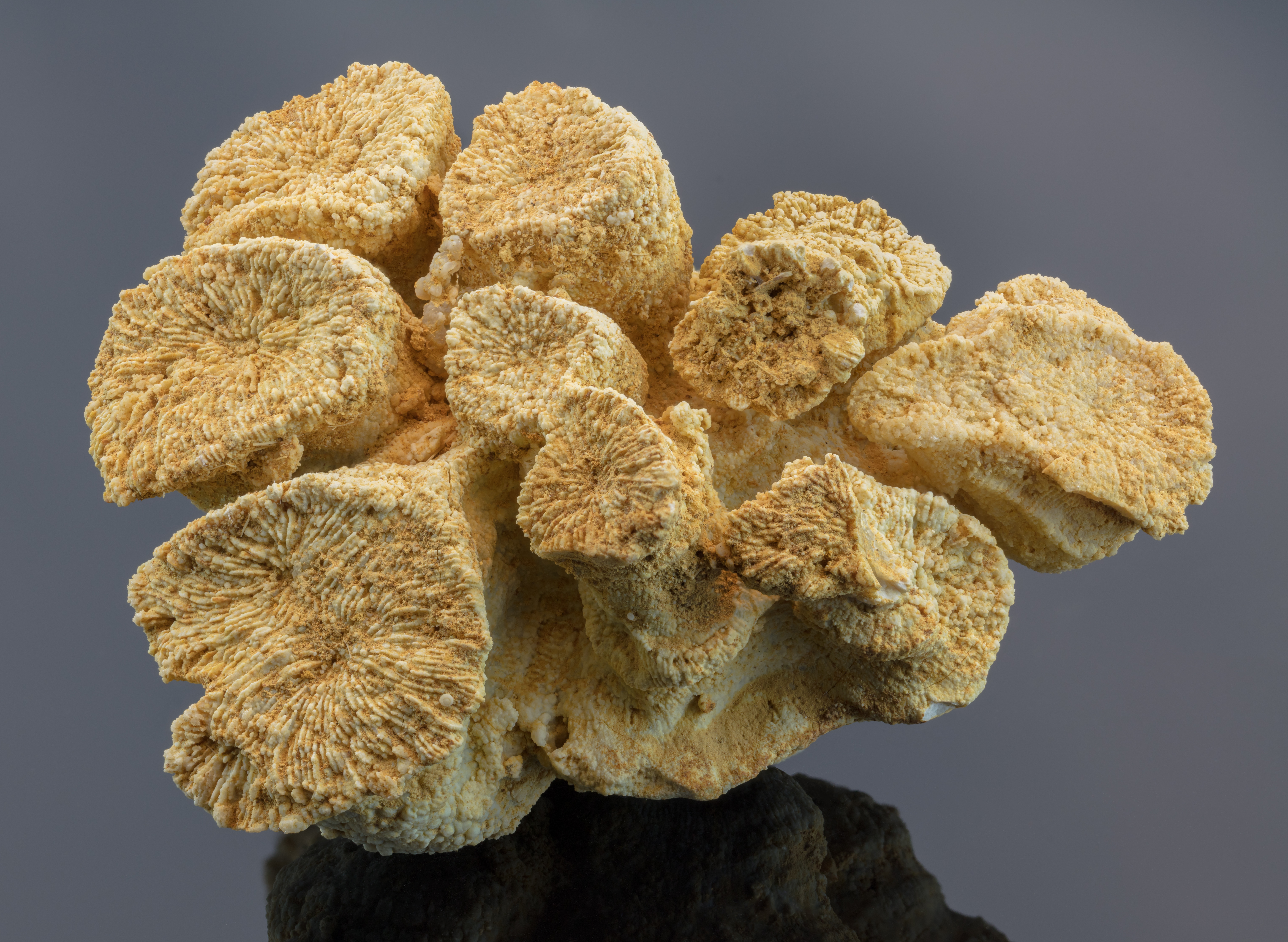
Fósil de coral (Gyrodendron lobatum).
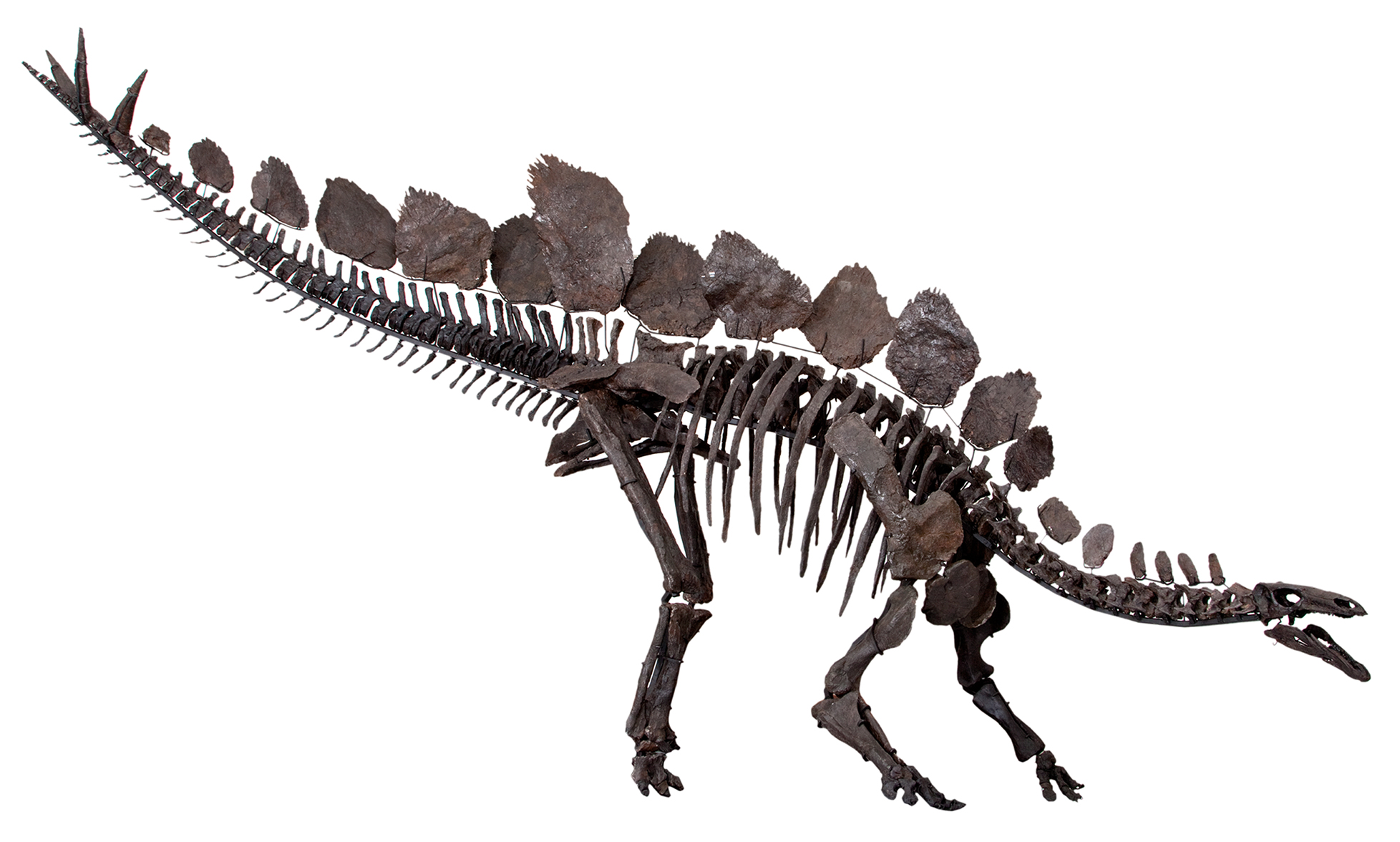
Fosil de Stegosaurus